# Diplogaster levidentus
Diplogaster levidentus is een rondwormensoort uit de familie van de Diplogastridae. De wetenschappelijke naam van de soort werd voor het eerst geldig gepubliceerd in 1955 door Weingärtner.